# Whiskey in the Jar
Whiskey in the Jar, Roud 533, är en traditionell irländsk folkvisa. På Irland spelas den ofta av de många folkmusikanterna, däribland en av de mest kända grupperna, The Dubliners.
Whiskey in the Jar har spelats in många gånger, både av irländska och utländska grupper. Den kanske mest kända versionen gavs ut 1973 av Thin Lizzy med frontfiguren och sångaren Phil Lynott i spetsen, på skivan Vagabonds of the Western World, och Metallica har gjort en cover av den versionen. 
Den svenska popgruppen Toms Tivoli har gjort en svensk cover på plattan "Jag tror dom ljuger" där den kallas "Brännvin i mitt krus" och Euskefeurat gjorde en egen tolkning av låten med titeln "Mutta herra jumala" på sitt första album "Ägge borte katta" från 1982.  Stefan Demert gav på albumet "Till Anna" från 1981 ut en tolkning av låten som heter "Skärsliparens sång".   
Gruppen Smens baglomma från Göinge i norra Skåne har gjort sin version och kallat den "Whiskey ve´ järet".   
Det finns också en nyare version av "Whiskey in the jar" spelad av svenska folkrockbandet Engmans kapell.

## Den traditionella texten
Den allmänt mest kända versionen börjar såhär:
As I was going over the far famed Kerry mountains

I met with Captain Farrell, and his money he was counting. 

I first produced my pistol, and I then produced my rapier.

Sayin' stand and deliver, for I am a bold deceiver,

Refräng:

Mush-a ring dum-a do dum-a da

Whack for my daddy-o

Whack for my daddy-o

There's whiskey in the jar-o